# Stictoptera cinereipicta
Stictoptera cinereipicta är en fjärilsart som beskrevs av Embrik Strand 1917. Stictoptera cinereipicta ingår i släktet Stictoptera och familjen nattflyn. Inga underarter finns listade i Catalogue of Life.